# Чахкиев, Осман Асламбекович
Осман Асламбекович Чахкиев (1913, Насыр-Корт, Терская область — 27 января 1997, Назрань, Ингушетия) — советский партийный, государственный и политический деятель.

## Биография
Ингуш. В 1928 году с отличием окончил семилетнюю школу, а затем — школу ФЗО при заводе «Красный Аксай» в Ростове-на-Дону, также с отличием. В 1931 году окончил Ростовский государственный техникум связи с красным дипломом.
После окончания техникума работал учителем в селе Мужичи, где на него вскоре возложили также обязанности секретаря райкома комсомола, а потом и директора школы. Вскоре он был переведён на должность инспектора райотдела народного образования Галашкинского района Ингушской АО. В 1934 году работал заведующим хозяйством техникума советской торговли во Владикавказе, а затем секретарём комсомольской организации завода «Стеклотара». В 1939 году стал членом ВКП(б). В том же году был назначен заведующим отделом местной промышленности Пригородного района райкома ВКП(б), а затем до 1941 года заведовал промышленным отделом Чечено-Ингушского обкома партии.
После начала Великой Отечественной войны участвовал в мобилизационных мероприятиях, снабжении фронта продовольствием и одеждой, формировании стратегических запасов. В 1942 году стал первым секретарём Шатоевского райкома, где организовал борьбу с бандитизмом. На следующий год был назначен первым секретарём Назрановского райкома. Вскоре после этого появились информация о том, что Чахкиев исключён из партии за сотрудничество с фашистами. На деле он был переведён на нелегальное положение для подготовки партизанского движения на случай возможной оккупации территории республики. За этот период, благодаря в том числе и усилиям Чахкиева, было обезврежено несколько антисоветских группировок. Также окончил курсы военных лётчиков и совершил несколько полётов. Затем работал заместителем начальника республиканского отдела наркомата НКВД.
В 1944 году был депортирован. На новом месте ему пришлось начать карьеру с самых низов. Он последовательно становился бригадиром, а затем заместителем председателя колхоза «Весёлая жизнь»; директором промкомбината «Казпотребсоюз»; начальником снабжения научно-исследовательской станции «Магарач» в Алма-Ате; начальником цеха, заведующим производством артели имени Чкалова; техноруком артели «Стандартстрой» в Алма-Ате; главным инженером мебельной фабрики Алма-Аты. При этом всемерно помогал своим землякам и другим репрессированным. Когда после смерти Сталина власть решила восстановить вайнахские национальные управленческие кадры, он попал в число тех вайнахов, которые были направлены в Высшую партийную школу. Приехав в Москву, он узнал, что готовится восстановление Чечено-Ингушской АССР. Затем он был направлен в Грозный, где его назначили вторым секретарём обкома партии.
Восстановление республики не решило всех проблем ингушского народа. Пригородный район остался в составе Северной Осетии. Дома возвратившихся из депортации зачастую были заняты новыми жильцами. Поэтому Чахкиев приходилось решать проблемы людей, искать компромиссы, сглаживать разногласия и противоречия, создавать рабочие места, возвращать квалифицированные национальные кадры из мест бывшей депортации. При его активном содействии в Назрани были возведены трикотажная фабрика и завод «Электроинструмент». В 1967 году по просьбе Чахкиева Назрани был присвоен статус города.
Во время массовых беспорядков в Грозном в 1958 году он пытался остановить толпу, был жестоко избит и попал в больницу.
В марте 1969 года был назначен заместителем председателя Совета министров Чечено-Ингушской АССР. Длительное время он был членом бюро обкома по руководству сельским хозяйством.
Избирался депутатом Верховного Совета СССР 5-го созыва, Верховного Совета РСФСР 6-го и 7-го созывов. Был делегатом XXII и XXIII съездов КПСС.
Был награждён орденами Знак почёта и Трудового Красного Знамени, шестью медалями и многими грамотами, среди которых Почётная грамота председателя Верховного Совета СССР. Его биография опубликована в энциклопедии «Лучшие люди России». После ухода на пенсию возглавлял грозненский дом отдыха для рабочих. Отойдя от дел поселился в Назрани, где жил со своими родными. Похоронен в родном селе.

## Семья
Его дед Солсбик-хаджа был известным религиозным деятелем. В 1917 году он был делегатом съезда Союза объединённых горцев Северного Кавказа и Дагестана, шесть его сыновей, среди которых и отец Чахкиева, были участниками Гражданской войны и сражались на стороне большевиков. Супруги Чахкиевы вырастили четырёх сыновей и трёх дочерей. Трое из них стали кандидатами наук.